# Tisvildeleje Station
Tisvildeleje Station er en dansk jernbanestation i kystbyen Tisvildeleje  i Nordsjælland, tæt på Sjællands nordkyst og Tisvildeleje Strand. Stationen er endestation på Gribskovbanens Tisvildelejegren.
På et af stationens spor stod der i en årrække en gammel jernbanevogn med navnet Kulturtoget, der blev benyttet til kunstnerkollektivet Kanonhalløjs sommerrevyer og andre forestillinger. 15. februar 2016 blev vognen udsat for en formodet påsat brand, hvor den udbrændte.

## Galleri
- Tisvildeleje Station med Kulturtoget.
- Y-tog på stationen i 1997.
- Lint 41 samme sted i 2012.